# Port of Brisbane
Port of Brisbane is een plaats in de Australische deelstaat Queensland. Het is de belangrijkste verschepende haven van Brisbane op de kust van de Baai Moreton. Baai Moreton is vrij ondiep en zandig, maar een vaargeul maakt scheepvaart naar de Port of Brisbane mogelijk.